# Epicoma melanosticta
Epicoma melanosticta är en fjärilsart som beskrevs av Don. Epicoma melanosticta ingår i släktet Epicoma och familjen tandspinnare. Inga underarter finns listade i Catalogue of Life.

## Bildgalleri

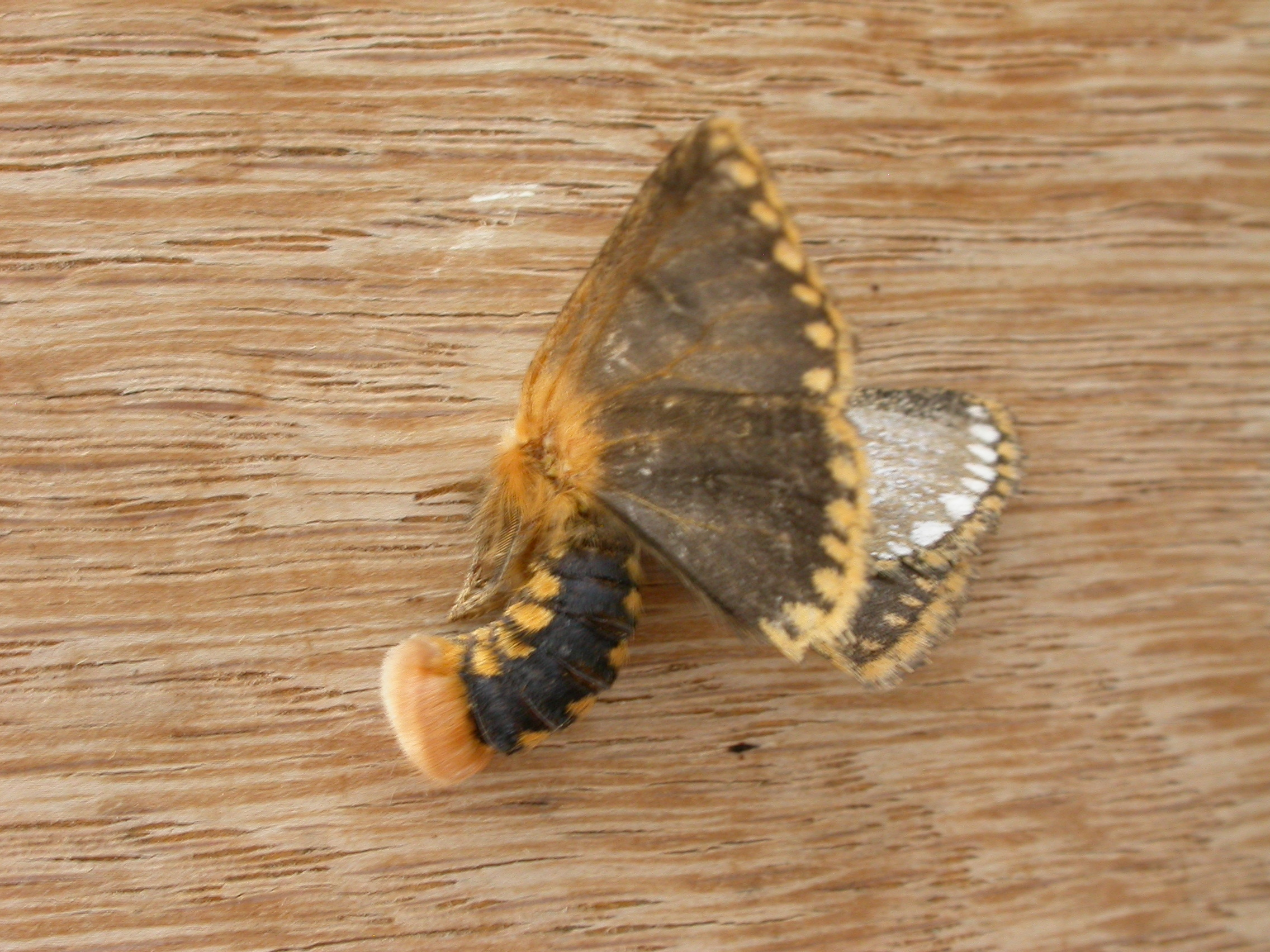
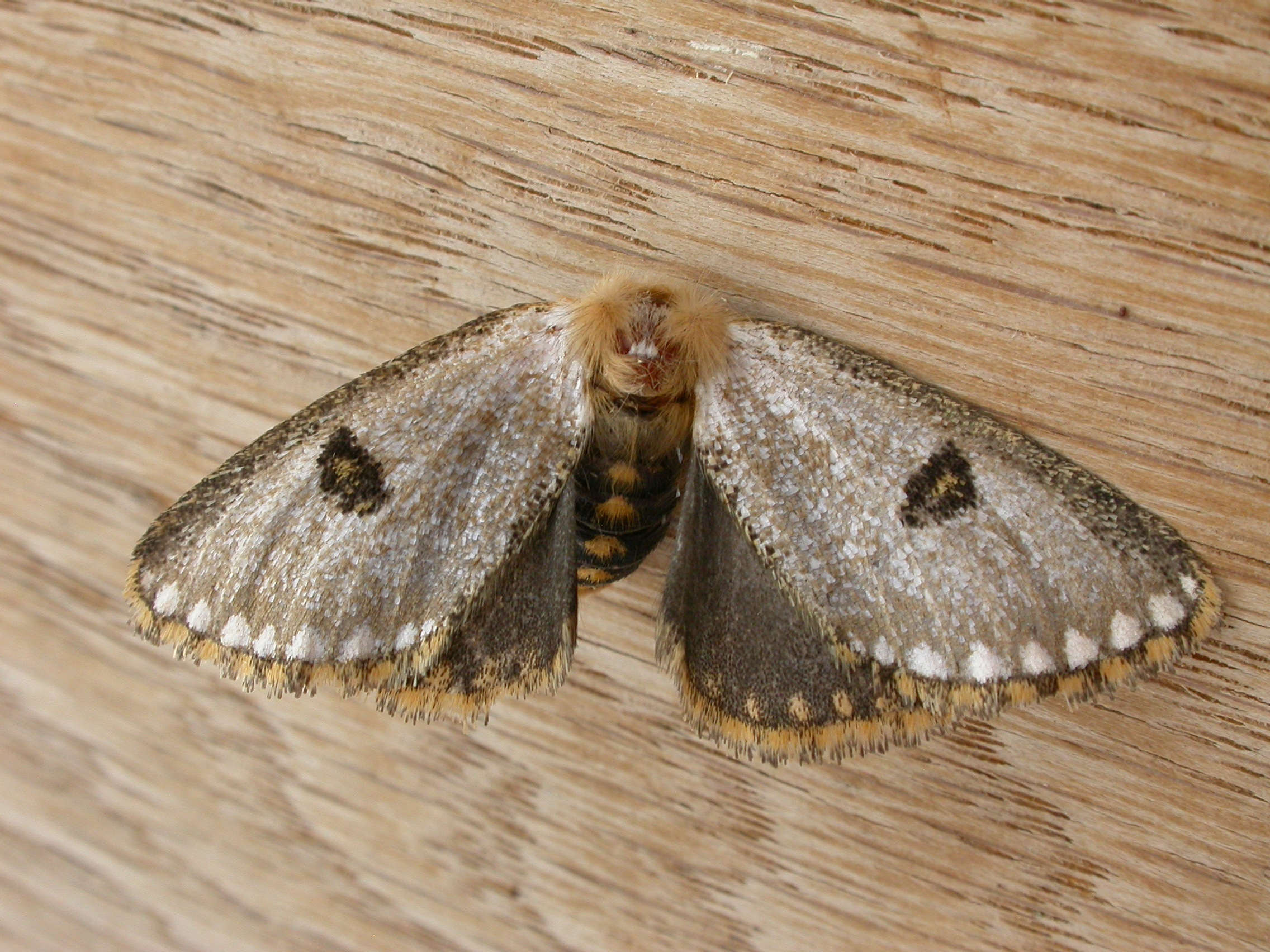